# Saint-Jean-de-Vaulx
Saint-Jean-de-Vaulx är en kommun i departementet Isère i regionen Auvergne-Rhône-Alpes i sydöstra Frankrike. Kommunen ligger i kantonen Vizille som tillhör arrondissementet Grenoble. År 2022 hade Saint-Jean-de-Vaulx 526 invånare.

## Befolkningsutveckling
Antalet invånare i kommunen Saint-Jean-de-Vaulx
Referens:INSEE